# Comuna de Stara Kornica
Stara Kornica (polaco: Gmina Stara Kornica) é uma gminy (comuna) na Polónia, na voivodia de Mazóvia e no condado de Łosicki. A sede do condado é a cidade de Stara Kornica.
De acordo com os censos de 2004, a comuna tem 4989 habitantes, com uma densidade 41,8 hab/km².

## Área
Estende-se por uma área de 119,33 km², incluindo:
- área agrícola: 82%
- área florestal: 12%

## Demografia
Dados de 30 de Junho 2004:
|                      | Total   | Total | Mulheres | Mulheres | Homens  | Homens |
| -------------------- | ------- | ----- | -------- | -------- | ------- | ------ |
|                      | pessoas | %     | pessoas  | %        | pessoas | %      |
| População            | 4989    | 100   | 2470     | 49,5     | 2519    | 50,5   |
| Densidade (pop./km²) | 41,8    | 100   | 20,7     | 20,7     | 21,1    | 21,1   |

De acordo com dados de 2002, o rendimento médio per capita ascendia a 1367,51 zł.

## Subdivisões
- Czeberaki, Dubicze-Zalesie, Kazimierzów, Kiełbaski, Kobylany, Kornica Kolonia, Koszelówka, Nowa Kornica, Nowe Szpaki, Popławy, Rudka, Stara Kornica, Stare Szpaki, Szpaki-Kolonia, Walim-Walimek, Wólka Nosowska, Wygnanki, Wyrzyki.

## Comunas vizinhas
- Huszlew, Konstantynów, Leśna Podlaska, Łosice, Platerów, Sarnaki